# Stigmatomeria obscurum
Stigmatomeria obscurum är en tvåvingeart som först beskrevs av Johannes Winnertz 1863.  Stigmatomeria obscurum ingår i släktet Stigmatomeria och familjen svampmyggor. Inga underarter finns listade i Catalogue of Life.